# Hauser & Wirth
Галерея «Hauser & Wirth» (нем. Hauser & Wirth) — галерея современного искусства, основанная в Цюрихе в 1992 году; сегодня располагает дополнительными выставочными и торговыми залами в Нью-Йорке, Лондоне, Лос-Анджелесе, Сомерсете, Санкт-Морице и Гштаде; названа по фамилиям ее основателей, семейной пары — Ивана Вирта и Мануэлы Хаузер; по состоянию на 2019 год входила в четверку самых крупный галерей мира — как по площади, так и по торговому обороту; владеет собственной коллекцией; выставочный зал в Цюрихе расположен в бывшей промышленной зоне вокруг пивоварни «Löwenbräu» на улице Лимматштрассе — в Лос-Анджелесе галерея также расположилась в бывшей промышленной зоне.

## История и описание
Урсула Хаузер-Фуст являлась партнером в компании «Dipl. Ing. Fust AG», основанное её братом и владевшей сетью магазинов электронного оборудования; в начале 1980-х годах, после того как ее дети выросли, она начала создавать собственную коллекцию произведений искусства. Выросшая в Госсау и Нидеруцвиле (Уцвиль), Хаузер приобрела работы Макса Билля и Мерет Оппенхайм, постепенно сформировав коллекцию произведений современного искусства.
Вместе со своей дочерью Мануэлой и её будущим мужем, Иваном Виртом, в 1992 году Урсула Хаузер основала в Цюрихе галерею «Hauser & Wirth», в которой представила работы известных художников: включая Герхарда Рихтера и Марселя Бродхарса. Кроме того галерея стала участвовать в финансировании целой серии проектов в области современного искусства. В 1998 году «Hauser & Wirth» стала партнером цюрихской галереи «Galerie Walcheturm», сменив название на «Hauser & Wirth & Presenhuber».
Дальнейшее развитие галереи было связано с сотрудничеством Ивана Вирта с немецким предпринимателем Фридрихом Кристианом Фликом, для коллекции которого — известной как «Flick Collection» — галерея составила концепцию и начала действовать в качестве консультанта. Получив известность на международной арт-сцене, «Hauser & Wirth» открыла музей с собственной коллекцией в городе Ханау, известную сегодня как «Hauser & Wirth Collection».
После переезда семьи Вирт в Лондон — в 2003 году — они открыли отделение в британской столице. В залах галереи «Colnaghi» на Бонд-стрит цюрихская галерея получила выставочный зал — в октябре 2006 года лондонский зал получил собственное название «Hauser & Wirth at Colanghi». Летом 2014 года галерея также открыла выставочный зал на ферме «Durslade Farm» в английском графстве Сомерсет. В Цюрихе галерея расположилась в бывшей промышленной зоне вокруг бывшей пивоварни «Löwenbräu» на улице Лимматштрассе.